# Charles Wehle
Charles Wehle, o Karl Wehle (Praga, 11 de març de 1825 - París, 3 de juny de 1883), fou un pianista i compositor txec.
Fill d'un comerciant acomodat, al principi segui la carrera paterna, però després es dedica completament a la música, que ja havia estudiat, i es perfeccionà amb Ignaz Moscheles i Theodor Kullak. A part dels viatges que feu a Amèrica i a Àsia, residí quasi sempre a París. Publicà gran nombre de composicions per a piano, quasi totes del gènere brillant.